# Élections municipales au Havre
Les élections municipales au Havre permettent l'élection du maire et des conseillers municipaux. Près de 59 conseillers municipaux forme le Conseil municipal au Havre.

## Élection municipale de 2020
- Le premier ministre Édouard Philippe a présenté sa candidature et indiqué vouloir conserver son poste au gouvernement en cas de prise de mandat local.

## Élection municipale de 2014
- Le maire du Havre Édouard Philippe a été sans surprise investi par la Commission Nationale d'Investiture de l'UMP [1].

- Nathalie Nail, 40 ans, conseillère générale du Havre et conseillère municipale du Havre, membre du parti communiste français est la candidate du large rassemblement de la gauche soutenue par le PCF, PG, Ensemble, militants socialistes et écologistes, militants associatifs et syndicaux succédant à Daniel Paul[2].

- Le candidat du PS a été désigné lors d'une primaire ouverte organisée à l'automne 2013. Des trois candidats sont déclarés : Laurent Logiou[3] 38,52%  , Camille Galap [4] 57.58 et Armand Legay[5] 3,89% , Camille Galap remporte la primaire PS au premier tour avec la majorité  des voix soit 841[6]. Le nombre de votants était très faible, de 1461 contre 5000  pour les primaires présidentielles de 2011. Depuis Armand Legay a quitté le PS et a rejoint la liste conduite par Nathalie Nail.

- Damien Lenoir est le candidat du FN secondé par Philippe Fouché-Saillenfest [7].

- Magali Cauchois est la candidate désignée par Lutte ouvrière au Havre, une première pour ce parti [8].

| Tête de liste  | Tête de liste     | Liste | Premier tour | Premier tour | Sièges | Sièges |
| Tête de liste  | Tête de liste     | Liste | #            | %            | #      | %      |
| -------------- | ----------------- | --- | ------------ | ------------ | ------ | ------ |
|                | Nathalie Nail     | Liste citoyenne soutenue par le PCF, PG, Ensemble, militants socialistes et écologistes, militants associatifs et syndicaux | 8 384        | 16.37        |        |        |
|                | Camille Galap     | PS - PRG - EELV | 8 580        | 16.75        |        |        |
|                | Édouard Philippe* | UMP - UDI - MoDem | 26 660       | 52.04        |        |        |
|                | Damien Lenoir     | FN | 6 877        | 13.43        |        |        |
|                | Magali Cauchois   | LO | 724          | 1.41         |        |        |
| Inscrits       | Inscrits          | Inscrits | 113 130      | 64.69        |        |        |
| Abstentions    | Abstentions       | Abstentions | 59 921       | 52.97        |        |        |
| Votants        | Votants           | Votants | 53 209       | 47.03        |        |        |
| Blancs et nuls | Blancs et nuls    | Blancs et nuls | 1 984        | 3.73         |        |        |
| Exprimés       | Exprimés          | Exprimés | 51 225       | 45.28        |        |        |

* liste du maire sortant

## Élection du maire de 2010
À la suite de la démission d'Antoine Rufenacht, pour raison personnelle, le conseil municipal a élu, le 24 octobre 2010, Édouard Philippe maire du Havre.

## Élection municipale de 2008
- Éric Donfu DVG ancien adjoint au maire (1989/1995) qui fut le chef de file des élus socialistes (1995/2001) au conseil municipal.

- Jean-François Touzé, qui fut un proche de Jean-Marie Le Pen, et le mégrétiste Philippe Fouché-Saillenfest partent ensemble à la bataille [10].

| Tête de liste  | Tête de liste               | Liste                      | Premier tour | Premier tour | Second tour | Second tour | Sièges | Sièges |
| Tête de liste  | Tête de liste               | Liste                      | #            | %            | #           | %           | #      | %      |
| -------------- | --------------------------- | -------------------------- | ------------ | ------------ | ----------- | ----------- | ------ | ------ |
|                | Antoine Rufenacht*          | UMP - NC - MoDem           | 29 266       | 47,76        | 34 077      | 54,74       | 46     | 77,97  |
|                | Daniel Paul                 | PCF - fus.PS               | 17 870       | 29,16        | 28 170      | 45,26       | 13     | 22,03  |
|                | Laurent Logiou              | PS - Les Verts - PRG - MRC | 8 500        | 13,87        |             |             |        |        |
|                | Philippe Fouché-Saillenfest | MNR - FN                   | 2 436        | 3,98         |             |             |        |        |
|                | François Leroux             | LCR                        | 1 414        | 2,31         |             |             |        |        |
|                | Éric Donfu                  | DVG                        | 1 411        | 2,30         |             |             |        |        |
|                | Alain Guillemet             | PT                         | 384          | 0,63         |             |             |        |        |
| Inscrits       | Inscrits                    | Inscrits                   | 113 257      | 100          | 113 258     | 100         |        |        |
| Abstentions    | Abstentions                 | Abstentions                | 50 456       | 44,55        | 49 064      | 43,32       |        |        |
| Votants        | Votants                     | Votants                    | 62 801       | 55,45        | 64 194      | 56,68       |        |        |
| Blancs et nuls | Blancs et nuls              | Blancs et nuls             | 1 520        | 2,42         | 1 947       | 3,03        |        |        |
| Exprimés       | Exprimés                    | Exprimés                   | 62 247       | 97,58        | 61 281      | 96,97       |        |        |

* liste du maire sortant

## Élection municipale de 2001
| Tête de liste  | Tête de liste               | Liste           | Premier tour | Premier tour | Second tour | Second tour | Sièges | Sièges |
| Tête de liste  | Tête de liste               | Liste           | #            | %            | #           | %           | #      | %      |
| -------------- | --------------------------- | --------------- | ------------ | ------------ | ----------- | ----------- | ------ | ------ |
|                | Antoine Rufenacht*          | RPR - UDF - DL  | 28 435       | 46,10        | 36 355      | 57,87       | 47     | 79,66  |
|                | Daniel Paul                 | PCF - PS        | 14 253       | 23,10        | 26 467      | 42,13       | 12     | 20,34  |
|                | Paul Dhaille                | DVG - Les Verts | 6 688        | 10,84        |             |             |        |        |
|                | Philippe Fouché-Saillenfest | MNR             | 3 990        | 6,46         |             |             |        |        |
|                | Jean-François Touzé         | FN              | 3 270        | 5,30         |             |             |        |        |
|                | François Leroux             | LCR             | 2 380        | 3,85         |             |             |        |        |
|                | Éric Donfu                  | DVG             | 2 146        | 3,47         |             |             |        |        |
|                | Carol Zimmermann            | PT              | 519          | 0,84         |             |             |        |        |
| Inscrits       | Inscrits                    | Inscrits        | 116 640      | 100          | 116 640     | 100         |        |        |
| Abstentions    | Abstentions                 | Abstentions     | 53 178       | 45,59        | 51 891      | 44,49       |        |        |
| Votants        | Votants                     | Votants         | 63 462       | 54,41        | 64 749      | 55,51       |        |        |
| Blancs et nuls | Blancs et nuls              | Blancs et nuls  | 1 781        | 2,81         | 1 927       | 2,98        |        |        |
| Exprimés       | Exprimés                    | Exprimés        | 61 681       | 97,19        | 62 822      | 97,02       |        |        |

* liste du maire sortant

## Élection municipale de 1995
| Tête de liste  | Tête de liste               | Liste          | Premier tour | Premier tour | Second tour | Second tour | Sièges | Sièges |
| Tête de liste  | Tête de liste               | Liste          | #            | %            | #           | %           | #      | %      |
| -------------- | --------------------------- | -------------- | ------------ | ------------ | ----------- | ----------- | ------ | ------ |
|                | Antoine Rufenacht           | RPR - UDF      | 26 136       | 36,25        | 36 848      | 45,23       | 43     | 72,8   |
|                | Daniel Colliard*            | PCF - PS       | 26 105       | 36,20        | 33 721      | 41,39       | 13     | 22,03  |
|                | Philippe Fouché-Saillenfest | FN             | 14 977       | 20,77        | 10 894      | 13,37       | 3      | 5,08   |
|                | Pierre Dieulafait           | Les Verts      | 3 518        | 4,88         |             |             |        |        |
|                | Marie-Louise Baudouin       | DVG            | 1 368        | 1,90         |             |             |        |        |
| Inscrits       | Inscrits                    | Inscrits       | 123 881      | 100          | 123 881     | 100         |        |        |
| Votants        | Votants                     | Votants        | 73 250       | 59,13        | 82 973      | 67,16       |        |        |
| Abstentions    | Abstentions                 | Abstentions    | 50 631       | 40,87        | 40 908      | 32,84       |        |        |
| Exprimés       | Exprimés                    | Exprimés       | 72 104       | 98,44        | 81 463      | 98,18       |        |        |
| Blancs et nuls | Blancs et nuls              | Blancs et nuls | 1146         | 1,56         | 1 509       | 1,82        |        |        |

* liste du maire sortant

## Élection du maire de 1994
À la suite de la démission de André Duroméa, le 3 octobre 1994, pour raison personnelle, le conseil municipal a élu, le 10 octobre 1994, Daniel Colliard maire du Havre.

## Élection municipale de 1989
| Tête de liste | Tête de liste     | Liste               | Premier tour | Second tour | Sièges | Sièges |
| Tête de liste | Tête de liste     | Liste               | %            | %           | #      | %      |
| ------------- | ----------------- | ------------------- | ------------ | ----------- | ------ | ------ |
|               | André Duroméa*    | PCF - PS - MRG      | 45,47        | 52,04       | 45     | 76,3   |
|               | Antoine Rufenacht | RPR - UDF           | 29,24        | 47,96       | 14     | 23,7   |
|               | Annie Guillemet   | RPR dissident - DVD | 9,95         |             |        |        |
|               | Duhamel           | Les Verts           | 7,98         |             |        |        |
|               | Barthès           | FN                  | 7,35         |             |        |        |
| Votants       | Votants           | Votants             | 60,94        | 63,99       |        |        |
| Abstentions   | Abstentions       | Abstentions         | 39,06        | 36,01       |        |        |

* liste du maire sortant

## Élection municipale de 1983
| Tête de liste  | Tête de liste     | Liste                | Premier tour | Premier tour | Sièges | Sièges |
| Tête de liste  | Tête de liste     | Liste                | #            | %            | #      | %      |
| -------------- | ----------------- | -------------------- | ------------ | ------------ | ------ | ------ |
|                | André Duroméa*    | PCF - PS - PSU - MRG | 48 015       | 53,41        | 47     | 79,66  |
|                | Antoine Rufenacht | RPR                  |              | 21,71        | 6      | 10,17  |
|                | A. Lagarde        | UDF                  |              | 21,51        | 6      | 10,17  |
|                |                   | Extrême gauche       |              | 3,36         |        |        |
| Inscrits       | Inscrits          | Inscrits             | 129 591      | 100          |        |        |
| Votants        | Votants           | Votants              |              | 71,10        |        |        |
| Abstentions    | Abstentions       | Abstentions          |              | 28,90        |        |        |
| Exprimés       | Exprimés          | Exprimés             | 89 889       |              |        |        |
| Blancs et nuls |                   |                      |              |              |        |        |

* liste du maire sortant
| (PCF 24, PS 22, PSU 3) |

## Élection municipale de 1977
| Tête de liste  | Tête de liste     | Liste                | Premier tour | Premier tour | Sièges | Sièges |
| Tête de liste  | Tête de liste     | Liste                | #            | %            | #      | %      |
| -------------- | ----------------- | -------------------- | ------------ | ------------ | ------ | ------ |
|                | André Duroméa*    | PCF - PS - PSU - MRG | 62 285       | 60,87        | 45     | 100    |
|                | Antoine Rufenacht | RPR - UDF - CDS - RI | 40 042       | 39,12        |        |        |
| Inscrits       | Inscrits          | Inscrits             | 129 268      | 100          |        |        |
| Votants        | Votants           | Votants              |              | 81,13        |        |        |
| Abstentions    | Abstentions       | Abstentions          |              | 18,87        |        |        |
| Exprimés       | Exprimés          | Exprimés             | 102 327      |              |        |        |
| Blancs et nuls |                   |                      |              |              |        |        |

* liste du maire sortant
| (PCF 26, PS 13, MRG 3, PSU 2, DVG 1) |

## Élection municipale de 1971
| Tête de liste  | Tête de liste  | Liste                           | Premier tour | Premier tour | Sièges | Sièges |
| Tête de liste  | Tête de liste  | Liste                           | #            | %            | #      | %      |
| -------------- | -------------- | ------------------------------- | ------------ | ------------ | ------ | ------ |
|                | André Duroméa* | PCF - PS - PSU - Radicaux - CIR |              | 59,76        | 39     | 100    |
|                | Robert Hirsch  | UDR - CD - RI                   |              | 40,23        |        |        |
| Inscrits       | Inscrits       | Inscrits                        | 117 107      | 100          |        |        |
| Votants        | Votants        | Votants                         |              | 78,24        |        |        |
| Abstentions    | Abstentions    | Abstentions                     |              | 21,76        |        |        |
| Exprimés       | Exprimés       | Exprimés                        | 88 746       |              |        |        |
| Blancs et nuls |                |                                 |              |              |        |        |

* liste du maire sortant
| (PCF 20, PS 6, radicaux 4, CIR 3, DVG/PSU 6) |

## Élection municipale de 1965
| Tête de liste  | Tête de liste      | Liste                          | Premier tour | Premier tour | Second tour | Second tour | Sièges | Sièges |
| Tête de liste  | Tête de liste      | Liste                          | #            | %            | #           | %           | #      | %      |
| -------------- | ------------------ | ------------------------------ | ------------ | ------------ | ----------- | ----------- | ------ | ------ |
|                | René Cance         | PCF - PSU - ex-SFIO - Radicaux | 38 582       | 46,72        | 44 273      | 51,41       | 37     | 100    |
|                | Robert Monguillon* | SFIO - MRP                     | 27 322       | 33,22        | 41 852      | 48,59       |        |        |
|                | Michel Dubosc      | UNR - CNIP                     |              | 20,04        |             |             |        |        |
| Inscrits       | Inscrits           | Inscrits                       | 111 473      | 100          | 111 473     | 100         |        |        |
| Votants        | Votants            | Votants                        |              | 76,18        |             | 78,87       |        |        |
| Abstentions    | Abstentions        | Abstentions                    |              | 23,82        |             | 21,13       |        |        |
| Exprimés       | Exprimés           | Exprimés                       | 82 565       |              | 86 125      |             |        |        |
| Blancs et nuls |                    |                                |              |              |             |             |        |        |

* liste du maire sortant

## Élection municipale du 19 octobre 1947
| Tête de liste | Tête de liste      | Liste    | Premier tour | Premier tour | Sièges | Sièges |
| Tête de liste | Tête de liste      | Liste    | #            | %            | #      | %      |
| ------------- | ------------------ | -------- | ------------ | ------------ | ------ | ------ |
|               | René Cance         | PCF      | 17 385       | 37,67        | 16     | 43,24  |
|               | Pierre Courant     | CNIP     | 11 190       | 24,34        | 10     | 27,03  |
|               | Paul Denis         | RPF      | 9 408        | 20,38        | 8      | 21,62  |
|               | Albert Le Clainche | SFIO     | 4 127        | 8,90         | 3      | 8,11   |
|               |                    | MRP      | 1 658        | 3,59         |        |        |
|               |                    | Radicaux | 1 150        | 2,49         |        |        |
| Inscrits      | Inscrits           | Inscrits | 64 451       | 100          |        |        |
| Exprimés      | Exprimés           | Exprimés | 46 145       | 71,60        |        |        |

La tête de liste (SFIO) Albert Le Clainche est élu maire du Havre grâce aux voix de la totalité de la droite plus une voix socialiste, ce qui entraîne la démission du maire et un élu de la même liste qui doivent être remplacés par deux élus favorables à l'élection de René Cance à la tête de la municipalité.
Néanmoins, les élus de la droite démissionnent et le conseil municipal est dissous pour cause de blocage par décret ministériel du ministère de l'Intérieur qui nomme Pierre Voisin (CNIP) président de la délégation spéciale.